# Parc Janko Kráľ
Le parc Janko Kráľ (en slovaque : Sad Janka Kráľa) est un parc urbain situé à Bratislava, en Slovaquie. Ouvert en 1774-1776, il s'agit du plus vieux parc public d'Europe centrale et de l'un des plus anciens parcs municipaux d'Europe. Situé à proximité du centre-ville de Bratislava, il est directement accessible à pied, à vélo ou via le réseau de transports en commun.
D'une surface totale de 22,7 ha, il est principalement composé de prairies arborées. Il est reconnu pour sa diversité floristique et pour la présence d'une tour de style néogothique et d'une statue de Janko Kráľ dont il tire son nom. Il assure diverses fonctions culturelles et sociales en tant que lieu de détente, de rencontre et de pratique sportive.

## Histoire
L’histoire du parc remonte à l’époque de l’impératrice Marie-Thérèse (1717-1780), archiduchesse d’Autriche et reine de Hongrie et de Bohême. Celle-ci possède un château près de Presbourg (ancien nom de Bratislava), alors capitale du royaume de Hongrie, qu'elle apprécie occuper. À sa demande, la ville subit des transformations urbaines majeures : les remparts sont démolis, les douves comblées et des palais baroques voient le jour,.
Le parc Janko Kráľ est inauguré sur la rive droite du Danube en 1774-1776, sur le site d'une ancienne forêt inondable, en parallèle de travaux de régulation du Danube dont l’impératrice autrichienne souhaite améliorer la navigation. Le parc est aménagé avec des allées en forme d’étoile à 8 branches, bordées d’arbres variés. Chaque allée est nommée selon le type d'arbre qu'elle accueille (aulne, érable, saule, peuplier, orme, frêne, etc.). L'objectif affiché est de rappeler l'atmosphère initiale des forêts et prairies alluviales qui bordaient le Danube,.
Le parc connaît d’importantes modifications au cours des années 1830, lors du couronnement de l’impératrice Caroline-Auguste. Pendant la période communiste, d’autres transformations ont entraîné la disparition de la roseraie et de la citerne. L’apparence actuelle du parc date de 1839, mais il est rénové dans les années 1970 : les buissons sauvages sont abattus afin de faire ressortir les grands arbres.
Au fil de son histoire, le parc a changé plusieurs fois de nom (Bürgerau, Brückerau, Städtischer Aupark, Parc de Tyrš), mais il est aujourd'hui connu sous le nom de parc Janko Kráľ, en hommage à un poète romantique et révolutionnaire slovaque. Une statue à son effigie se trouve d'ailleurs au centre du parc.
Il s'agit du plus vieux parc public d'Europe centrale et de l'un des plus anciens parcs municipaux d'Europe ouvert à toutes les classes sociales,,. Il est également le premier parc public à être protégé par la loi slovaque no 27/1987 sur la protection du patrimoine de l'État dans la catégorie des espaces verts historiques,.

## Géographie

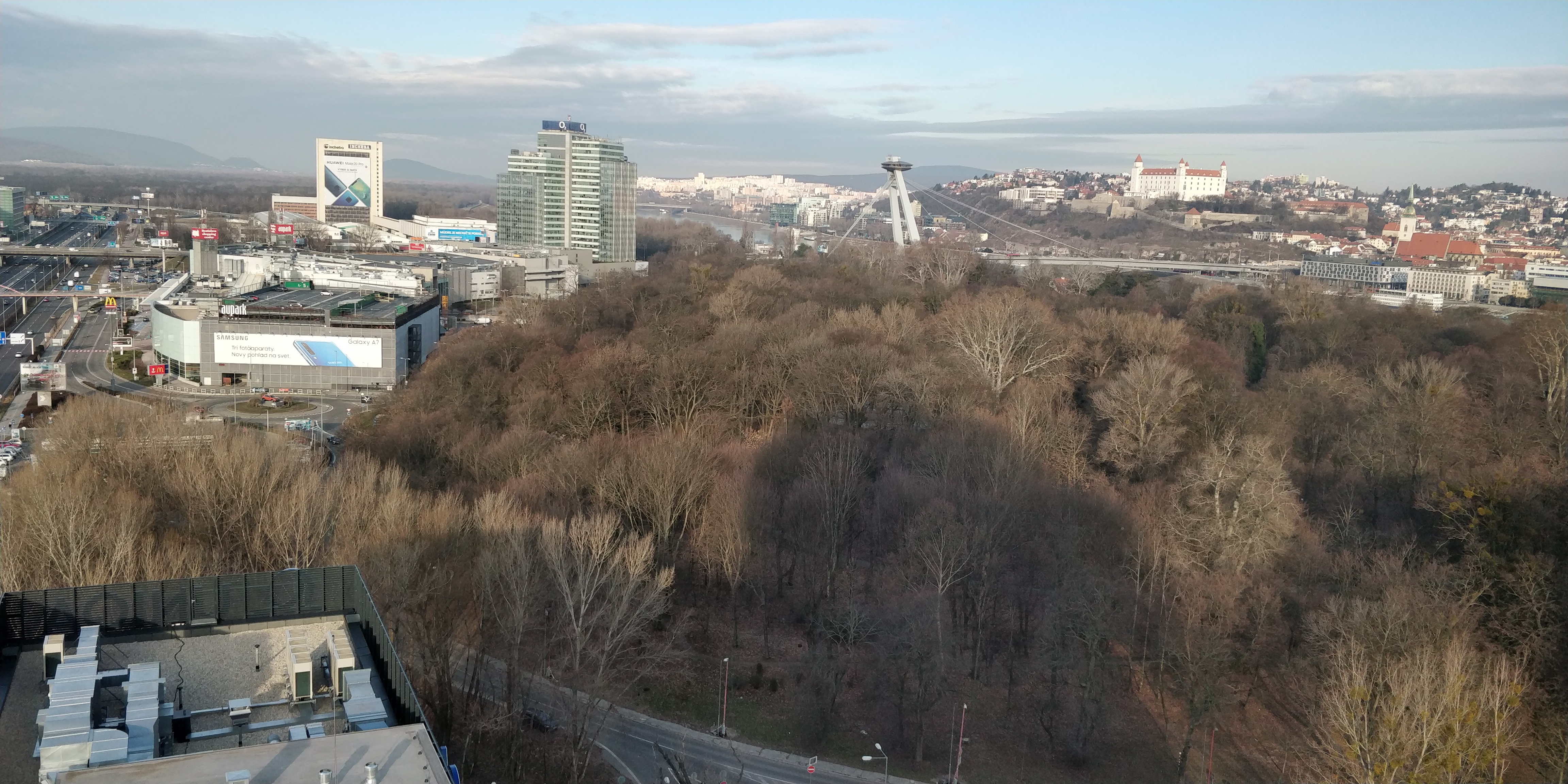
Vue de la partie ouest du parc avec le centre commercial Aupark à gauche et le pont Most SNP en arrière-plan.

Le parc Janko Kráľ est situé dans le quartier de Petržalka à Bratislava, capitale de la Slovaquie. Installé sur la rive sud du Danube, il se trouve à l'est de la zone protégée de la forêt de Pečniansky. Il est entouré par l'autoroute D1 au sud, la route Panónska cesta à l'ouest, la rue Viedenská cesta au nord et la ligne de tramway à l'est.
Situé à moins d'un kilomètre du centre-ville historique de Bratislava, le parc est accessible à pied et à vélo depuis le centre-ville, en traversant le Danube par le pont Most SNP. Il est également desservi par la ligne 2 de tramway (station Sad Janka Kráľa à l'est), les lignes 50 (station OC Einsteinova au sud) et 59, 80, 83, 84, 88, 91, 93, 94, 184 et 191 (station Pri sade au sud-ouest) de bus, ainsi que par les lignes N80 (station Sad Janka Kráľa à l'est), N93 et N95 (station Pri sade au sud-ouest) de bus de nuit.
La présence de ponts, du centre commercial Aupark (en), de l'ancien stade et de voiries importantes à proximité délimite strictement le périmètre du parc et limite fortement son extension. D'un autre côté, la proximité du centre commercial, des restaurants et d'un théâtre augmente son attractivité.

## Description

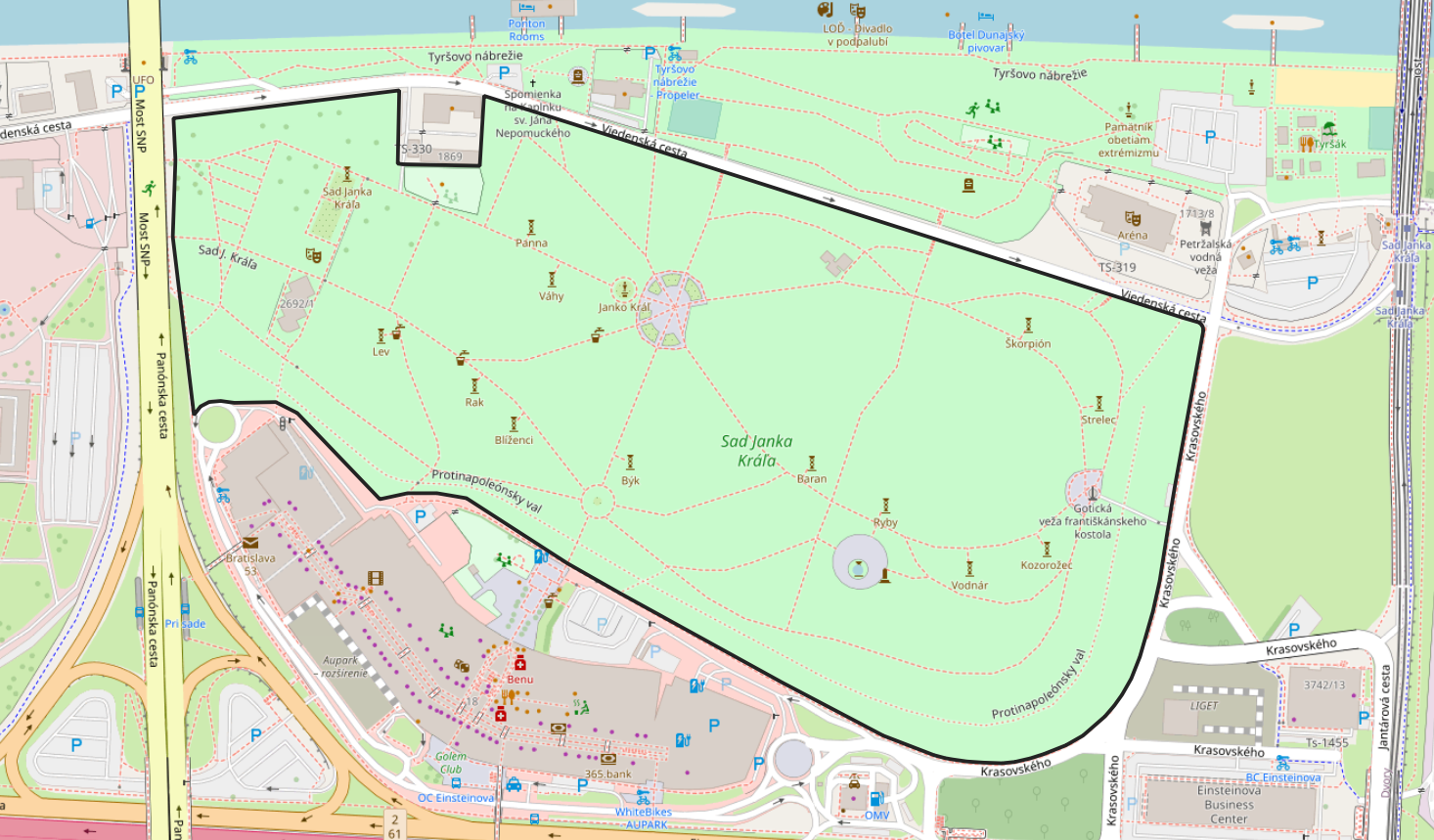
Plan du parc (données OpenStreetMap).

Le parc Janko Kráľ est un espace vert arboré comportant quelques prairies et diverses infrastructures architecturales. D'une superficie de 22,7 ha, le parc est principalement utilisé pour diverses activités culturelles et sociales,. Il est ouvert jour et nuit.

### Éléments naturels

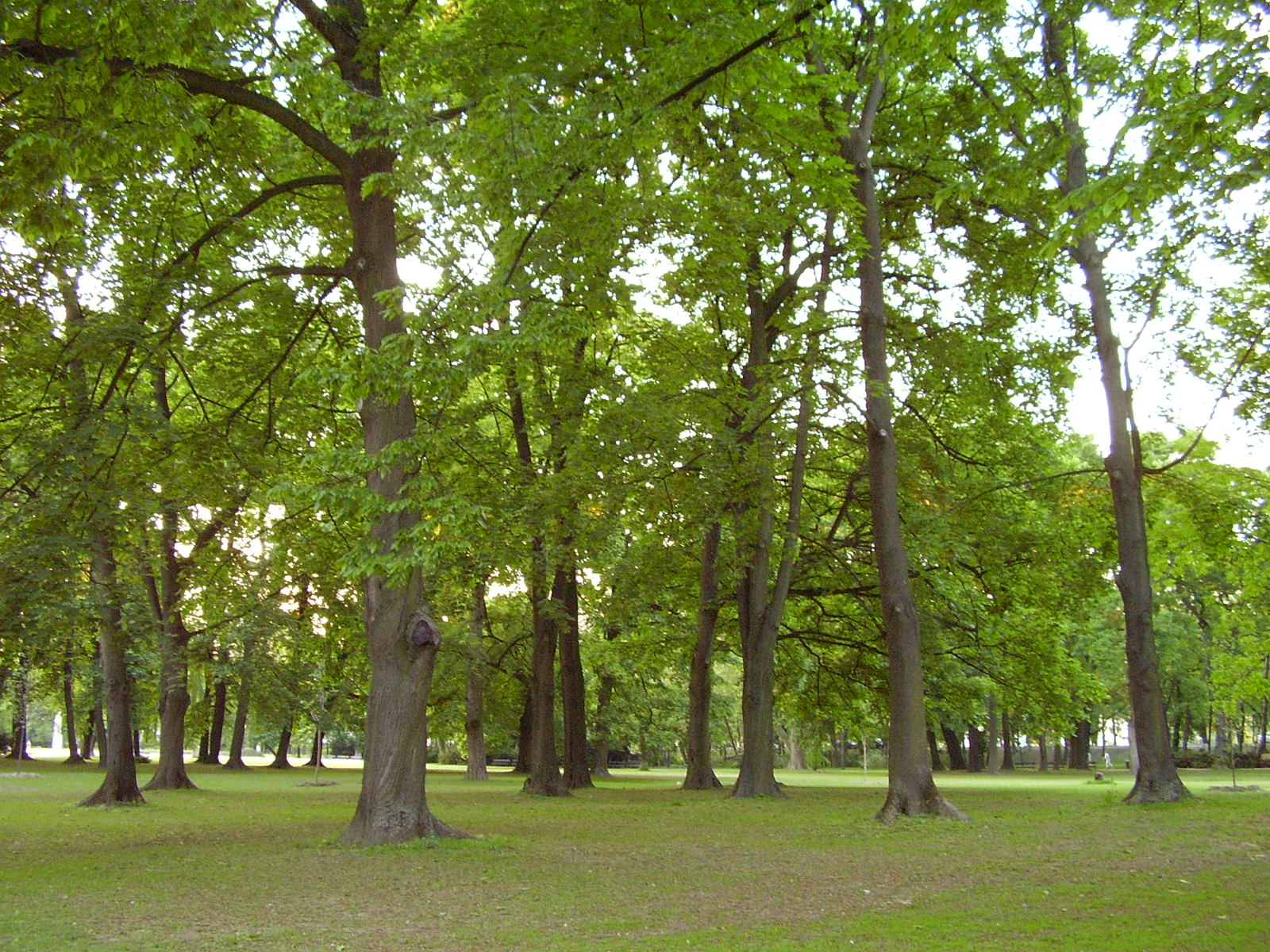
Prairie arborée dans le parc.

Le parc accueille de nombreux arbres remarquables et est parfois considéré comme le seul poumon vert du centre de Bratislava et est reconnu pour la diversité des espèces floristiques présentes.
Des espèces exotiques telles que Ginkgo biloba, Maclura pomifera et Metasequoia glyptostroboides y logent et ont probablement été plantées par Dr Štefan Lumnitzer. Les platanes à feuilles d'érable sont les plus remarquables ; vieux de 200 ans, ils possèdent un tronc dont la circonférence est de 500-600 cm.
Des espèces indigènes, telles que l'érable et plusieurs espèces de peuplier, agrémentent également le parc. Les spécimens présents ont souvent des dimensions rares pour leurs espèces.
Le parc est également assorti de nombreux parterres de plantes annuelles et d'arbustes comme l'if commun et le laurier.

### Architecture

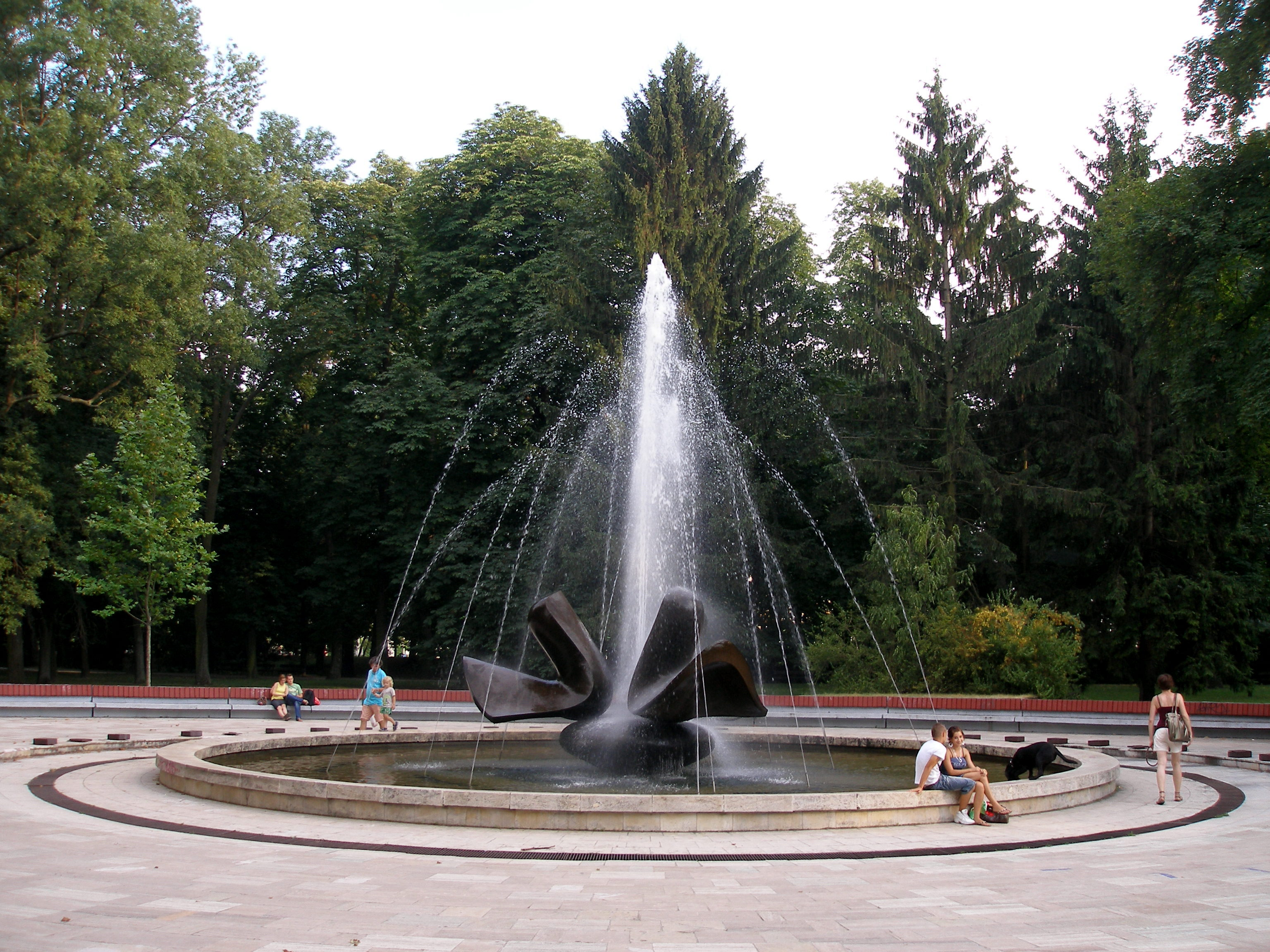
Fontaine du parc.

Le parc est connu pour abriter des petits espaces circulaires décorés avec des éléments du zodiaque, créant ainsi un lieu intime de détente et de discussion. Les cercles sont complétés par des plantations de plantes annuelles. L'un d'entre eux contient une fontaine.

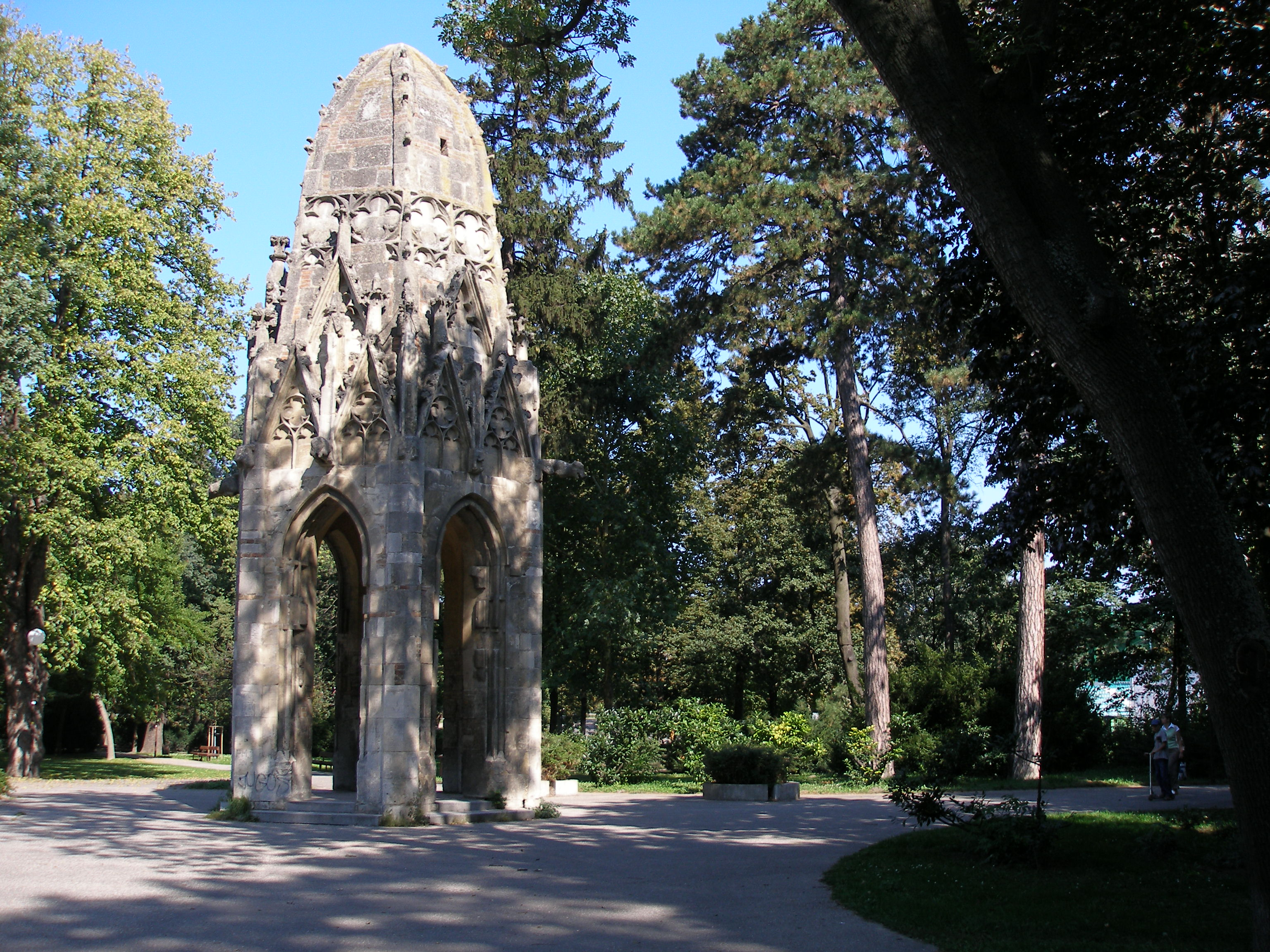
La tour de style néogothique dans le parc.

L’élément architectural le plus distinctif est un gazébo, qui était autrefois une tour de l’église franciscaine. Construite au XVe siècle, cette tour gothique est partiellement endommagée en son sommet par un tremblement de terre en 1897. Elle est reconstruite dans un style néogothique par l'architecte Frigyes Schulek. Le sommet de l'ancienne tour est aujourd'hui conservé dans le parc et fait office de pergola,,.

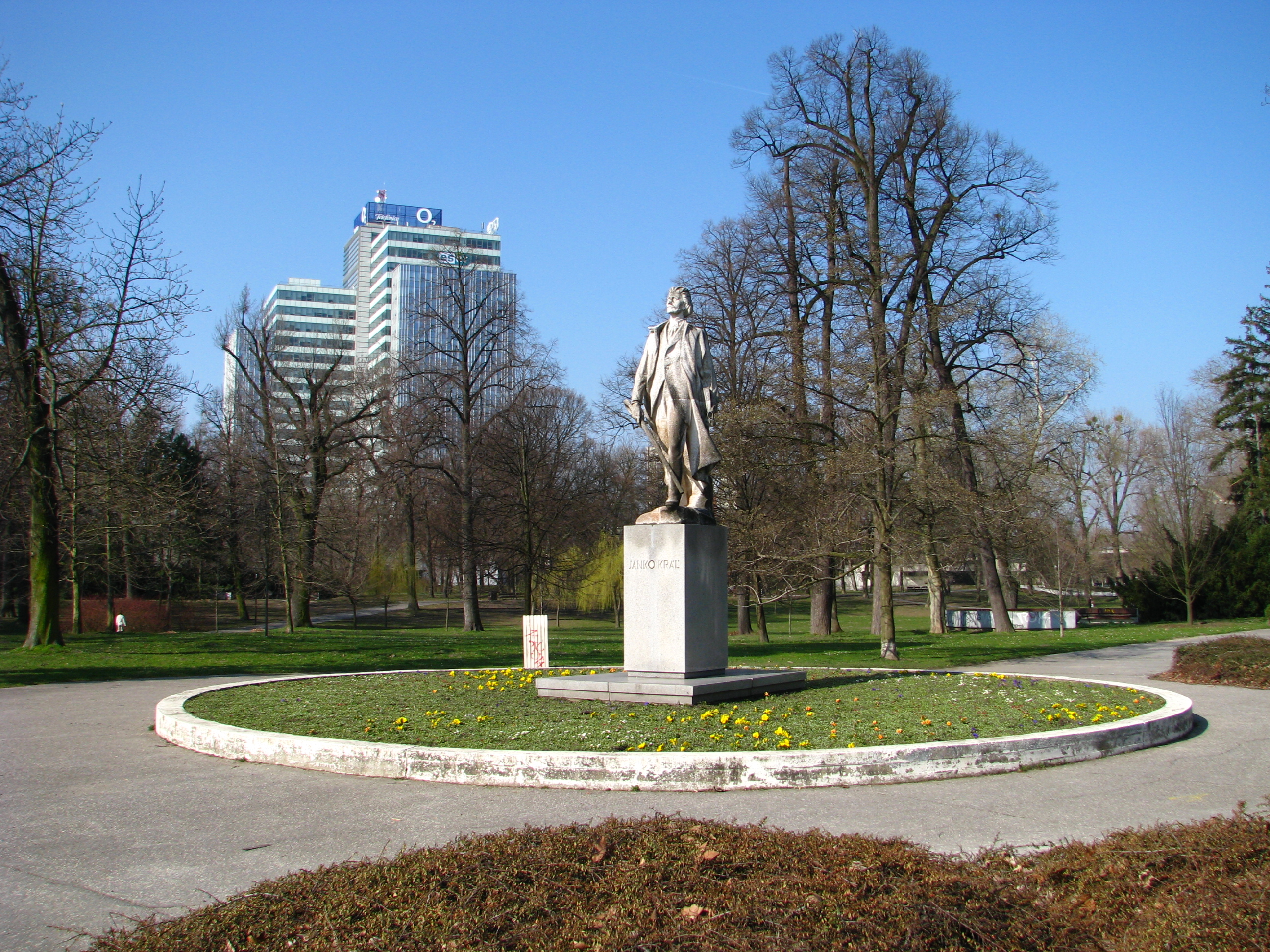
Statue de Janko Kráľ dans le parc.

Au centre du parc se trouve une statue de Janko Kráľ, un poète slovaque romantique et révolutionnaire, qui a donné son nom à l'espace vert.

### Activités

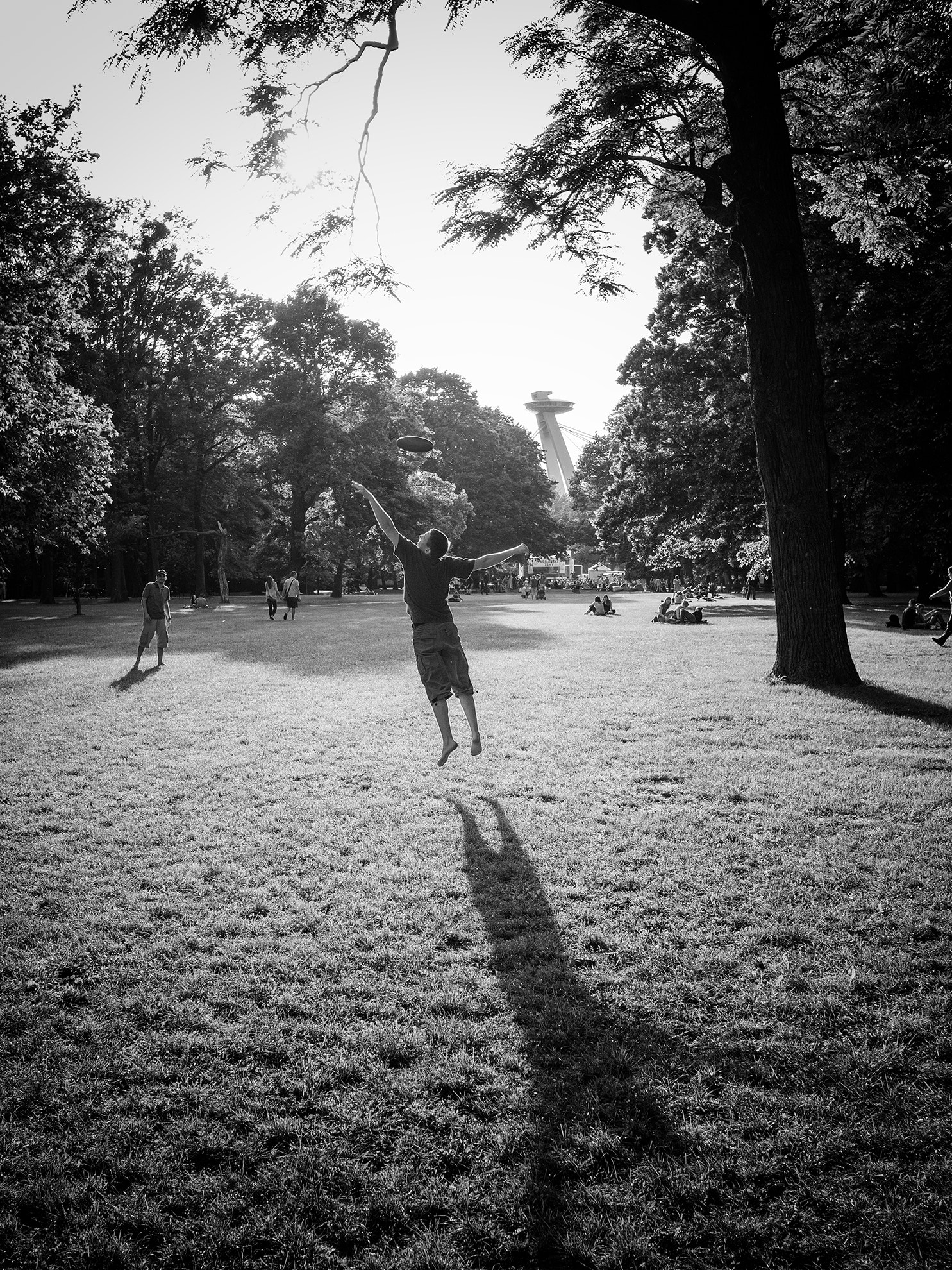
Exemple de pratique sportive dans le parc.

Le parc joue un rôle culturel et social important au sein de la capitale slovaque. Il offre un lieu de détente, de rencontre et de pratique de sport de tout âge, mais est aussi utilisé pour la prise de photographies et le tournage de publicités,,.
Le parc est implanté dans une zone sportive et culturelle. Le stade Petržalka (en), du club slovaque FC Petržalka 1898, était situé à proximité du parc avant sa démolition en 2012. Le théâtre Arena Theatre (en) est également situé à proximité;